# オルペウス教の黄金板
- オルペウス教の黄金板[1]
- オルフェウスの金板[2][3]
- 黄金板[4][5]
- 金板[6]

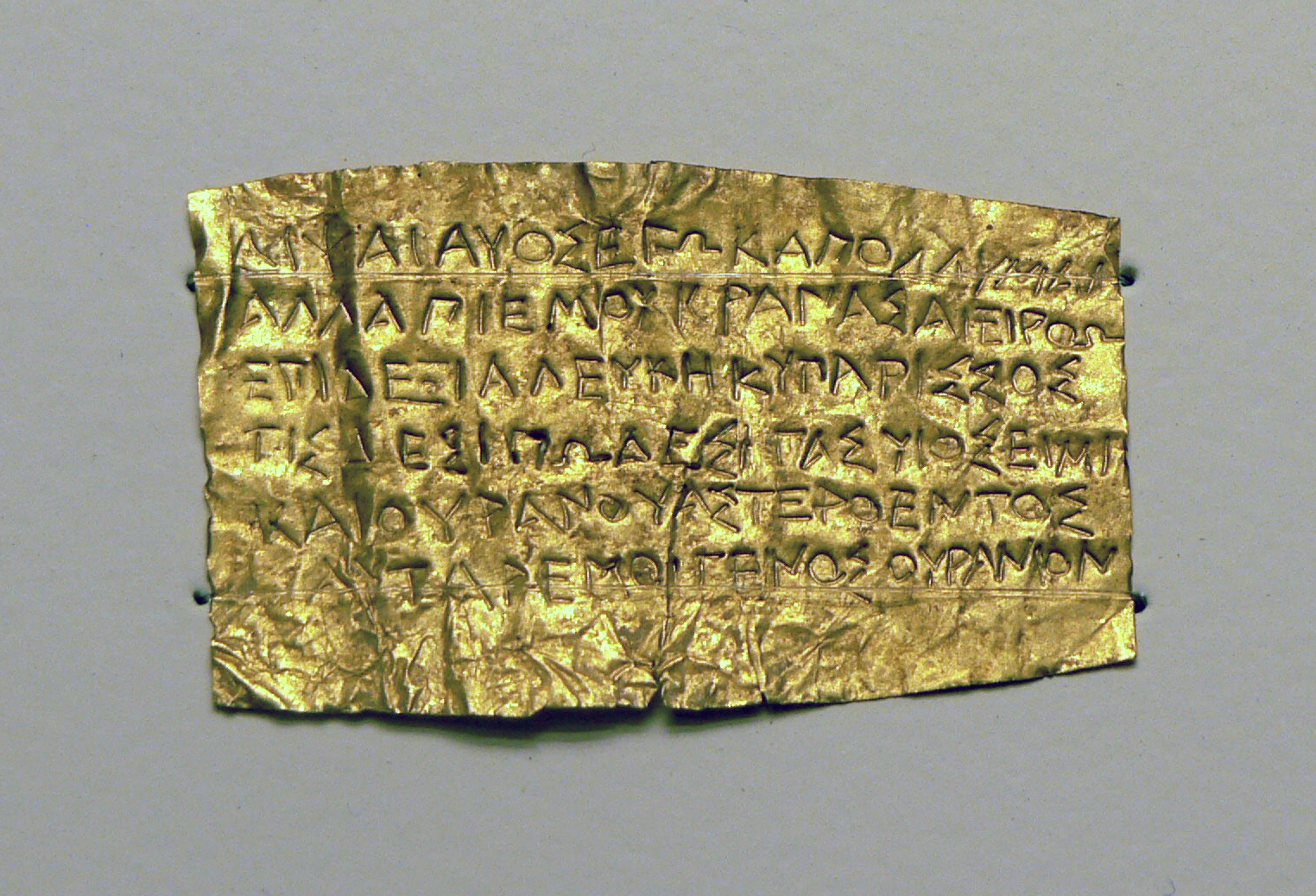
テッサリア出土の黄金板（ゲティ美術館所蔵）

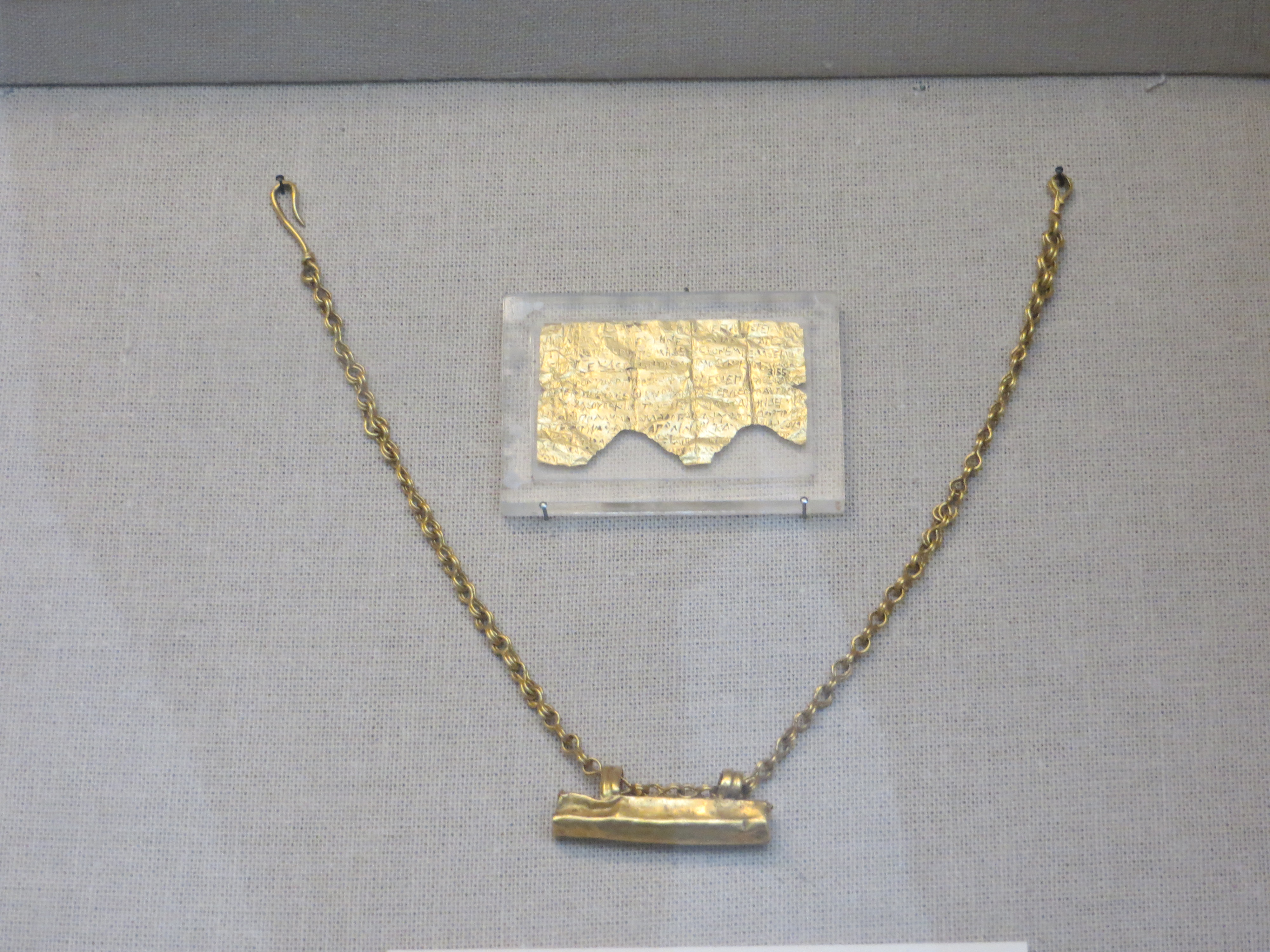
ペテリア出土の黄金板（大英博物館所蔵）

オルペウス教の黄金板（オルペウスきょうのおうごんばん、英: gold tablets, gold plates）は、古代ギリシアのオルペウス教の考古資料。20世紀初頭以降、地中海一帯の墳墓で出土した黄金製の小さな板。魂の救済に関する銘文が刻まれている。

## 解説
縦3-4cm、横4-8cm、長方形や木の葉の形をしている。骸骨の胸元や手元に副葬品として添えられていた。折りたたまれてネックレスに収められていた場合もある。
出土地はギリシア（テッサリア、マケドニア、クレタ島エレウテルナ）、南イタリア（ペテリア、ヒッポニオン、トゥリオイ）、ローマ、シチリア、北アフリカに及ぶ。年代は前5世紀（古典期）から後3世紀（古代末期）に及ぶ。
「デルヴェニ・パピルス」や「オルビア出土の骨板」と並ぶ、オルペウス教の貴重な考古資料となっている。ただし、黄金板の銘文にオルペウスの名前は登場しない。そのため、20世紀にはオルペウス教との関係に否定説もあったが、21世紀には肯定説が優勢になっている。

## 銘文
冥界に旅立つ魂のための、旅のガイドブック・護符・パスポートのような内容が書かれている。具体的な内容はそれぞれ異なるが、主に以下の内容が書かれている。
1. 冥界の道案内[2]。冥界には、忘却の泉（レテ）と記憶の泉（ムネモシュネ）がある[2]。前者の水を飲まず、後者の水を飲むこと[2]。
2. 冥界の番人やペルセポネに会ったら言うべき言葉[2]。私（人間の魂）はゲーとウラノスの子である[2]（オルペウス教神話では、人間の魂はティタンとザグレウスから生じた不死の存在とされる）。
3. ペルセポネの赦免を受けられれば、輪廻転生（英語版）から脱却し、神性に回帰できる[2][10]。

日本語訳に、三浦 1996、北嶋 1997、齊藤 2012、齊藤 2014がある。